# Andrea Zordan
Andrea Zordan né le 11 juillet 1992 à Vicence, est un coureur cycliste italien.

## Palmarès
- 2009
  -  Champion d'Italie sur route juniors
  - Trofeo Buffoni
  - 2e de la Coppa Valsenio
- 2010
  - Trofeo Guido Dorigo
  - Trofeo Buffoni
  - 1re étape du Trofeo Karlsberg
  - 3e du Gran Premio Sportivi di Sovilla
  - 3e du Tre Giorni Orobica
  - 7e du championnat d'Europe sur route juniors
- 2011
  - 3e de la Coppa Ciuffenna
- 2012
  - Grand Prix Agostano
  - Trophée Lampre
- 2013
  -  Champion d'Italie sur route espoirs
  - Grand Prix Ceda
  - Trofeo Franco Balestra
  - Trophée Mario Zanchi
  - Trophée Edil C
  - Mémorial Angelo Fumagalli
  - Coppa Cicogna
  - Grand Prix de Poggiana
  - Grand Prix Colli Rovescalesi
  - Gran Premio d'Autunno
  - 2e de la Coppa Fiera di Mercatale
  - 2e du Trofeo Sportivi di Briga
  - 2e de l'Astico-Brenta
  - 3e du Giro del Valdarno

## Classements mondiaux
| Année           | 2012 | 2013 | 2014 | 2015 |
| --------------- | ---- | ---- | ---- | ---- |
| UCI Europe Tour | 978e | 85e  | nc   | nc   |